# البطاني الشرقي
البَطَانِي الشَرقي قرية فلسطينية إحتُلَتْ ودُمِرَتْ في (13 أيار\مايو 1948م) خلال عملية باراك، والتي استهدفت في البداية أكبر قرى المنطقة وهي قرية بيت دراس. بلغ عدد سكان البطاني الشرقي 754 نسمة في عام 1948م، وعدد اللاجئين 4,630 في العام 1998.

## الموقع
تقع إلى الشرق من أسدود، وقرية برقة من جنوبها وهي قائمة على رقعة أرض منبسطة على بعد 52 كم شمال مدينة غزة، توأمها قرية البطاني الغربي تقع إلى الشمال الغربي منها وتبعد عنها أقل من كيلومترين. يبلغ متوسط ارتفاع القرية 50 مترًا عن سطح البحر، وهي من قرى السهل الساحلي الفلسطيني ويمر بأراضيها وادي الماري أحد روافد صقرير الذي يصب في البحر الأبيض المتوسط ويفيض بالشتاء مما منع توسّع القرية نحو الشرق.

## السكان
عام 1922م، بلغ عدد السكان 304 نسمة. وعام 1931م، بلغ عدد السكان 424 نسمة، بينهم 219 من الذكور و205 من الإناث، لهم 85 بيتًا. وفي 1\4\1945م، بلغ عدد السكان 650 نسمة جميعهم عرب مسلمون.

## المساحة
تبلغ مساحة أراضيها 5,764 دونم، منها 114 دونمًا للطرق و70 دونمًا يملكها يهود.

## تاريخ
ويشير أقدم ذكر لها إلى أنها كانت في البدء مزرعة لأول الخلفاء الأمويين، معاوية بن أبي سفيان (661 - 680م).
وفي نهاية العهد العثماني وبداية عهد الاستعمار الإنجليزي بني بالقرب منها أحد أقدم مطارات فلسطين والذي حولته إسرائيل إلى مطار عسكري ويعرف حالياً بمطار هاتزور العسكري. تاريخيًا بني هذا المطار على أراضي كانت تتبع قرى قسطينة والبطاني الشرقي وياصور.

## القرية قبل الاحتلال
كانتْ منازلُها المبنيةُ بالطوبِ والمسقوفة بالخشبِ والقصبِ متقاربةَ بعضها من بعض تفصل أزقة ضيقة بينها. كانت قريتا البطاني الشرقي والغربي تشتركان في مدرسة فتحت أبوابها في سنة 1947م، وكان يؤمها في البدء 119 تلميذًا. وكان سكان القرية من المسلمين لهم فيها مسجد وبضعة متاجر صغيرة وكانوا يعملون أساسًا في زراعة الحبوب والحمضيات. في 1944/1945م كان ما مجموعه 319 دونمًا مخصصًا للحمضيات والموز، 4663 دونمُا للحبوب، و474 دونمًا مرويًا أو مستخدمًا للبساتين. وكانت الزراعة بعلية ومروية من آبار عديدة كانت قائمة في أرض القرية وكانت تمد سكانها أيضا بمياه الشرب. بالإضافة إلى زراعة المحاصيل كان سكانها يعنون بتربية الدواب والدواجن. وكان ثمة موقع أثري في البطاني الشرقي فيه آثار منها أرضية من الفسيفساء وحوض وأسس لأبنية دارسة وقطع من الفخار.

## إحتلال القرية
احتل لواء غفعاتي التابع للهاغاناه القرية، في وقت احتلاله قريتي بشّيت وبرقة، عشية انتهاء الانتداب البريطاني في فلسطين. واستنادًا إلى المؤرخ الإسرائيلي بيني موريس سقطت البطاني الشرقي في قبضة إسرائيل في 13 أيار\مايو 1948م، بينما كان لواء غفعاتي ينتشر إلى الجنوب الغربي تمهيدًا لمواجهة القوات المصرية. غير أن كتاب "تاريخ حرب الاستقلال" يؤرخ هذا الحدث بعد ذلك التاريخ بشهر تقريبًا، أي في 10-11 حزيران\يونيو, وينسب احتلال القرية إلى الكتيبة الثامنة من ذلك اللواء. ولعل هذا يعني أن القرية انتقلت من يد إلى يد في أثناء المعارك الإسرائيلية - المصرية على الجبهة الجنوبية، وأن الإسرائيليين احتلوها نهائيًا قبل بدء الهدنة الأولى في 11 حزيران\يونيو.

## القرية اليوم
لم يبقَ منها سوى مركز الشرطة المتداعي، والذي يعود إلى عهد الإنتداب البريطاني. وهذا المركز مجمّع مؤلف من ثلاثة أبنية أسمنتية، مسطحة السقوف، وكل منها ذو طبقة وحيدة. ويرتفع أحد هذه الأبنية قليلا عن البناءين الآخرين. أما أبواب ذاك المجمع ونوافذه، فمستطيلة الشكل. ولا يزال أحد شوارع القرية باديًا بوضوح وينتشر نبات الصبار وأشجار التين والكينا والجميز في الموقع ويزرع المزارعون الإسرائيليون الحمضيات في الأراضي المجاورة.